# عين الذئاب
عين دياب أو عين الذئاب هو حي يقع في غرب الدار البيضاء ويشتهر الحي بالفنادق والمطاعم والسياحة والكورنيش.